# 황해도지사
황해도지사(黃海道知事)는 이북5도 가운데 하나인 황해도의 행정사무를 관장하는 단체장이자 차관급 고위공무원이다. 이북5도는 대한민국의 실효 지배 구역이 아니기 때문에 다른 광역자치단체장과 달리 대한민국 국민의 직접 선거로 선출되지 않으며, 대통령이 임명 권한을 갖는다. 행정자치부 산하 이북5도위원회가 해당 사무를 관할한다.

## 역대 도지사

### 일제강점기
| 호적   | 이름              | 한자 표기   | 재임 기간                          | 비고                            |
| ------ | ----------------- | ----------- | ---------------------------------- | ------------------------------- |
| 조선인 | 조희문            | 趙羲聞      | 1910년 10월 1일 - 1918년 9월 23일  | 황해도 장관                     |
| 조선인 | 신응희            | 申應熙      | 1918년 9월 23일 - 1921년 2월 12일  | 장관, 1919년 8월부터 황해도지사 |
| 조선인 | 박중양            | 朴重陽      | 1921년 2월 12일 - 1923년 2월 24일  |                                 |
| 내지인 | 이이오 도지로     | 飯尾 藤次郎 | 1923년 2월 24일 - 1924년 12월 1일  |                                 |
| 내지인 | 야나베 에이자부로 | 矢鍋 永三郎 | 1924년 12월 1일 - 1925년 8월 11일  |                                 |
| 내지인 | 이마무라 다케시   | 今村 武志   | 1925년 8월 11일 - 1928년 3월 29일  |                                 |
| 조선인 | 박상준            | 朴相駿      | 1928년 3월 29일 - 1929년 11월 28일 |                                 |
| 조선인 | 한규복            | 韓圭復      | 1929년 11월 28일 - 1933년 4월 7일  |                                 |
| 조선인 | 정교원            | 鄭僑源      | 1933년 4월 7일 - 1937년 2월 20일   |                                 |
| 조선인 | 강필성            | 姜弼成      | 1937년 2월 20일 - 1939년 12월 21일 |                                 |
| 조선인 | 가네무라 야스오   | 金村 泰男   | 1939년 12월 28일 - 1942년 1월 24일 | 김병태(金秉泰)에서 개명         |
| 조선인 | 야마키 후미노리   | 山木 文憲   | 1942년 1월 24일 - 1942년 10월 23일 | 송문헌(宋文憲)에서 개명         |
| 내지인 | 우스이 주헤이     | 碓井 忠平   | 1942년 10월 23일 - 1944년 8월 17일 |                                 |
| 내지인 | 미네 고로         | 美根 五郎   | 1944년 8월 17일 - 1944년 12월 21일 |                                 |
| 내지인 | 야기 노부오       | 八木 信雄   | 1944년 12월 21일 - 1945년 5월 2일  |                                 |
| 내지인 | 쓰쓰이 다케오     | 筒井 竹雄   | 1945년 5월 2일 - 1945년 8월 15일   | 광복                            |

### 광복 이후 (대한민국 정부)
| 선출방식 | 대수 | 이름                     | 임기                             | 비고                                 |
| -------- | ---- | ------------------------ | -------------------------------- | ------------------------------------ |
| 관선     | #    | 쓰쓰이 다케오 (筒井竹雄) | 1945년 8월 16일 ~ 1945년 9월 2일 | 조선총독부 최후의 황해도지사, 미군정 |
| 관선     | #    | 한규복 (韓圭復)          | 1945년 9월 2일 ~ 1946년          | 미군정 통치하에 임명                 |
| 관선     | #    | 최창덕 (崔昌德)          | 1946년 ~ 1949년 2월              | 광복 이후 임시 서리                  |
| 관선     | 초대 | 이운 (李雲)              | 1949년 2월 15일 ~ 1959년         | 1950년까지 재직, 1951년경 납북 됨    |
| 관선     | 2대  | 함석훈                   | 1959년 ~ 1962년                  |                                      |
| 관선     | 3대  | 김선양                   | 1962년 ~ 1979년                  |                                      |
| 관선     | 4대  | 정봉중                   | 1979년 ~ 1983년                  |                                      |
| 관선     | 5대  | 원용구                   | 1983년 ~ 1990년                  |                                      |
| 관선     | 6대  | 방준필                   | 1990년 ~ 1995년                  |                                      |
| 관선     | 7대  | 이광노                   | 1995년 ~ 1998년                  |                                      |
| 관선     | 8대  | 김기덕                   | 1998년 ~ 2000년                  |                                      |
| 관선     | 9대  | 정용근                   | 2000년 ~ 2003년                  |                                      |
| 관선     | 10대 | 고순호                   | 2003년 ~ 2003년                  |                                      |
| 관선     | 11대 | 설봉희                   | 2006년 ~ 2008년                  |                                      |
| 관선     | 12대 | 민봉기                   | 2008년 ~ 2011년                  |                                      |
| 관선     | 13대 | 박연용                   | 2011년 ~ 2014년                  |                                      |
| 관선     | 14대 | 한상순                   | 2014년 ~ 2018년                  |                                      |
| 관선     | 15대 | 박성재                   | 2018년 ~ 2021년                  |                                      |
| 관선     | 16대 | 김기찬                   | 2021년 ~ 2023년                  |                                      |
| 관선     | 17대 | 기덕영                   | 2023년 9월 1일 ~                 |                                      |